# Messieurs Ludovic
Pour plus de détails, voir Fiche technique et Distribution.
Messieurs Ludovic est un film français réalisé par Jean-Paul Le Chanois, sorti en 1946.

## Synopsis
Au décès de son père, mineur dans le Pas-de-Calais, Anne-Marie Vermeulen  (Odette Joyeux) quitte sa ville natale et se rend à Paris pour devenir bonne à tout faire à Montmartre. Subissant les assiduités de son employeur, elle le quitte pour travailler chez le teinturier Julien (Julien Carette).  Elle est amenée à faire la connaissance de trois hommes, nés le même jour et qui se prénomment tous Ludovic : l'ingénieur Séguin (Bernard Blier),  le chauffeur de taxi Mareuil  (Jean Chevrier) et le financier Le Chartier (Marcel Herrand. 
Elle a une brève aventure avec Mareuil qui est bientôt arrêté par la police. Elle vit ensuite quelque temps avec l’ingénieur de Centrale Séguin qu'elle quitte pour Le Chartier, séduite par sa richesse. Malheureuse, avec l'aide Mareuil qui vient de sortir de prison, elle organise une fête anniversaire ouverte à tous ceux qui sont nés le même jour. La fête est finalement annulée mais elle retrouve néanmoins Ludo Séguin, l’ingénieur de Centrale.

## Fiche technique
- Titre : Messieurs Ludovic
- Premier titre : Ludo
- Réalisation : Jean-Paul Le Chanois
- Assistant réalisateur : Pierre Chevalier)
- Scénario : d'après la pièce de théâtre Ludo de Pierre Scize, créée le 14 mai 1932 au Théâtre Michel, à Paris.
- le roman de Pierre Scize
- Dialogues : Jean-Paul Le Chanois
- Directeur de production : Marcel Bryau
- Société de production : Optimax Films
- Musique : Joseph Kosma
- Photographie : Jacques Lemare
- Ingénieur du son : Antoine Petitjean
- Montage : Emma Le Chanois
- Décors : Paul Bertrand et Auguste Capelier
- Pays d'origine :  France
- Format : Noir et blanc - 1,37:1 - Mono - 35 mm
- Durée : 105 minutes
- Genre : Comédie sentimentale
- Date de sortie : 
  - France - 3 mai 1946

## Distribution
- Odette Joyeux : Anne-Marie Vermeulen
- Bernard Blier : Ludovic Séguin, ingénieur de Centrale .
- Marcel Herrand : Ludovic Le Chartier
- Jules Berry : M. Mareuil père
- Jean Chevrier : Ludovic Mareuil
- Julien Carette : Julien
- Nicolas Amato : le cuisinier
- Sabine Angély : Mme Benoist
- Antonin Baryel
- Fernand Blot
- Yves Bureau
- Catherine Carrey
- Yasmine Cayret : Mme Séguin
- José Davila
- Joe Davray
- Étienne Decroux : le guide du musée de l'homme
- Mona Dol : Mme Vermeulen
- Max Dunant
- Pierre Ferval
- Gabrielle Fontan : la concierge des Thibaut
- Paul Frankeur : M. Séguin
- Jean Gobet : Benoist
- Julien Lacroix
- Germaine Lanson
- Léon Larive : le gros malade
- Sonia Larsonn
- Liliane Lesaffre : la voisine
- Marcel Magnat
- Maurice Marceau : le détective privé
- Arlette Méry : Marika Lamar
- Geneviève Morel : la concierge des Séguin
- Pierre Palau : Ernest
- Denise Prêcheur
- Marcel Rouzé
- Georgette Tissier : Georgette
- André Varennes : le directeur

## Répliques
Le grand amour, c'est comme les revenants, on en parle beaucoup mais on n'en rencontre pas souvent.
On n'est pas sur terre pour s'amuser.
Les absents n'ont pas toujours tort.